# مخالب القط
مخالب القط أو ظفر القطة(بالإنجليزية: Cat's Claw)‏ أو (بالإنجليزية: Uncaria tomentosa)‏(الاسم العلمي) هي نبتة متسلقة تنمو في الغابات الاستوائية لأمريكا الجنوبية والوسطى والتي أخذت اسمها من شكلها المشابه للمخالب. وتستعمل بكثرة كمستحضر عشبي في الطب البديل.